# Музеј Револуције (албум)
Музеј Револуције је девети студијски албум рок групе Забрањено пушење, објављен 7. новембра 2009. године у издањима сарајевске дискографске куће Хајат, загребачког Кроација рекордса, подгоричких Вијести и београдског Лонг Плеја. Објављен је на 92. годишњицу Октобарске револуције.

## Списак песама
Референца: Discogs
| №               | Назив                        | Аутор(и)                    | Аранжман             | Трајање |  |
| 1.              | Музеј Револуције             | Давор Сучић Антун Ловић     |                      | 4:58    |  |
| 2.              | Модни Гуру                   | Марио Вестић                | Ловић                | 3:50    |  |
| 3.              | Кладимо се                   | Вестић                      | Ловић                | 4:23    |  |
| 4.              | Самир-тајм                   | Сучић Ловић                 |                      | 5:37    |  |
| 5.              | Пригодне ријечи              | Сучић Ловић                 |                      | 4:47    |  |
| 6.              | Експрес фолкy стар           | Сучић Ловић Мирко Срдић     |                      | 2:53    |  |
| 7.              | Када Сена плеше              | Сучић Ловић                 |                      | 4:18    |  |
| 8.              | Установа                     | Сучић Ловић Роберт Болдижар | Сучић Ловић Болдижар | 4:38    |  |
| 9.              | Твоја боса стопала           | Сучић Ловић                 | Сучић                | 4:49    |  |
| 10.             | У граду гдје нисам рођен     | Сучић Ловић                 |                      | 5:07    |  |
| 11.             | Тијесно                      | Сучић Ловић                 | Сучић Ловић          | 3:31    |  |
| 12.             | Није то (Чува Бог Жељу свог) | Сучић Ловић                 |                      | 4:26    |  |
| Укупно трајање: | Укупно трајање:              | Укупно трајање:             | Укупно трајање:      | 54:44   |  |

## Извођачи и сарадници
Пренето са омота албума.
| Забрањено пушење - Давор Сучић – вокал, гитара, пратећи вокал - Тони Ловић – електрична и акустична гитара - Бранко Трајков – бубњеви, удараљке, акустична гитара, пратећи вокал - Роберт Болдижар – виолина, клавијатуре, пратећи вокал - Паул Кемпф – клавијатуре - Дејан Орешковић – бас-гитара Гостујући музичари - Анте Пргин "Сурка" – бубњеви (песма бр. 7), труба (песме бр. 4, 7) - Стипе Божиновић "Мађор" – бубњеви (песма бр. 5) - Ненад Млинарић "Млинка" – бубњеви (песма бр. 1) | Продукција - Давор Сучић – продукција - Тони Ловић – програмирање, инжењеринг звука, миксање, продукција (Студио Плави Филм у Загребу) - Џон Дејвис – мастеринг (Метрополис Мастеринг у Лондону) - Дарио Витез – извршна продукција Дизајн - Анур Хаџиомерспахић – дизајн омота (Агенција Идеологија из Сарајева, БиХ) - Саша Миџор Сучић – фотографија |